# 篠宮あすか
篠宮 あすか（しのみや あすか、9月6日 - ）は、日本の女性声優。神奈川県出身。アクセルワン準所属。

## 出演

### テレビアニメ
2010年代
- ヤマノススメ セカンドシーズン（2014年、女生徒）
- うたの☆プリンスさまっ♪ マジLOVEレボリューションズ（2015年、女の子）
- FAIRY TAIL（2015年、子供）
- 少女☆歌劇 レヴュースタァライト（2018年、眞井霧子）
- キラッとプリ☆チャン（2019年、女の子）

2020年代
- アイドリッシュセブン Second BEAT!（2020年、結芽）
- プレイタの傷（2021年、女性、タヌカル）
- 魔術士オーフェンはぐれ旅 聖域編（2023年、店員）
- SHY（2023年、子供）
- クレヨンしんちゃん（2025年、お姉さんA）

### 劇場アニメ
- 少女☆歌劇 レヴュースタァライト ロンド・ロンド・ロンド（2020年、眞井霧子）
- 劇場版 少女☆歌劇 レヴュースタァライト（2021年、眞井霧子）

### OVA
- ヤマノススメ セカンドシーズン（2014年、女生徒） - TV未放送話

### Webアニメ
- ザクセスヘブン（時期不明、秋月カレン）

### ゲーム
2014年
- サウザンドメモリーズ
- 青春はじめました
- ドリームクラブGogo.
- Photograph Journey～恋する旅行・愛知編＆京都編～（小坂井杏里）

2015年
- Un:BIRTHDAY SONG～愛を唄う死神～（時雨沢灯里）
- CLOCK ZERO 〜終焉の一秒〜
- ザクセスヘブン（秋月カレン）
- 夏色ハイスクル★青春白書 〜転校初日のオレが幼馴染と再会したら(略)（天海 蛍）
- Photograph Journey～恋する旅行・静岡編＆長崎編～（伊久美由梨）
- クイズRPG 魔法使いと黒猫のウィズ（ミュール・リベラ）
- Re:BIRTHDAY SONG〜恋を唄う死神〜（御崎メイ）

2016年
- 御城プロジェクト:RE（備中松山城、津山城）
- クリスタル オブ リユニオン（ルル）
- ゴクジョッ。
- 戦国修羅SOUL
- 刻のイシュタリア（予祝の白兎イナバ）
- リア充はじめました(仮)（梅宮穂乃花）
- 逆転オセロニア （ヴィクトリア）

2018年
- 放置少女〜百花繚乱の萌姫たち〜（伏皇后、張良、李信、糜夫人）

2024年
- 少女☆歌劇 レヴュースタァライト 舞台奏像劇 遙かなるエルドラド（眞井霧子）

### ドラマCD
- Photograph Journey～in Shizuoka～

### その他
- テレビ東京「柴田くんのBダッシュゲーム道」[5]